# Championnat de France féminin de football 1993-1994
Navigation
Édition précédente Édition suivante
Le National 1A 1993-1994  est la 20e édition du championnat de France féminin de football. Le premier niveau national du championnat féminin oppose douze clubs français en une série de vingt-deux rencontres jouées durant la saison de football. Les trois dernières places du championnat sont synonymes de relégation en Nationale 1B.
Lors de l'exercice précédent, le Stade quimperois, l'OS Monaco et le CS Blanc Mesnil, ont gagné le droit d'évoluer dans cette compétition à l'issue de la saison de National 1B.
À l'issue de la saison, le FCF Juvisy décroche le deuxième titre de champion de France de son histoire assez loin devant la concurrence. Dans le bas du classement, le Stade quimperois, l'OS Monaco et le CS Blanc Mesnil, sont relégués.
| \| FC Lyon I 0FCF Juvisy ASJ Soyaux Saint-Brieuc SC VGA Saint-Maur ASPTT Strasbourg0 FCF Hénin-Beaumont Poissy JSF FCF Condéen Stade quimperois OS Monaco CS Blanc Mesnil \| Localisation des clubs engagés dans le championnat. |
| FC Lyon I 0FCF Juvisy ASJ Soyaux Saint-Brieuc SC VGA Saint-Maur ASPTT Strasbourg0 FCF Hénin-Beaumont Poissy JSF FCF Condéen Stade quimperois OS Monaco CS Blanc Mesnil                                                           |

## Participants
Ce tableau présente les douze équipes qualifiées pour disputer le championnat 1993-1994. On y trouve le nom des clubs, la date de création du club, l'année de la dernière montée au sein de l'élite, leur classement de la saison précédente, le nom des stades ainsi que la capacité de ces derniers.
Légende des couleurs
- Champion de National 1A la saison précédente.
- Promu de National 1B.

| Nom du club        | Date de création | Dernière montée | Classement 1992-1993 | Stade                                | Capacité     | Victoires en championnat |
| ------------------ | ---------------- | --------------- | -------------------- | ------------------------------------ | ------------ | ------------------------ |
| FC Lyon            | 1970             | 1978            | 1                    | Plaine de Gerland                    | 2 200        | 2                        |
| FCF Juvisy         | 1971             | 1986            | 2                    | Stade Georges Maquin                 | 2 000        | 1                        |
| VGA Saint-Maur     | 1968             | -               | 3                    | Stade Adolphe-Chéron                 | 3 500        | 6                        |
| FCF Hénin-Beaumont | 1972             | -               | 4                    | Stade Raymonde Delabre               | 500          | /                        |
| ASJ Soyaux         | 1968             | -               | 5                    | Stade Léo Lagrange                   | 4 800        | 1                        |
| ASPTT Strasbourg   | -                | 1984            | 6                    | -                                    | -            | /                        |
| Poissy JSF         | -                | 1983            | 7                    | -                                    | -            | /                        |
| Saint-Brieuc SC    | 1973             | -               | 8                    | Stade Fred-Aubert                    | 13 500       | 1                        |
| FCF Condéen        | 1978             | 1981            | 9                    | Stade Robert Gossart                 | -            | /                        |
| Stade quimperois   | 1971             | 1993            | N1B                  | Stade de Penvillers Stade de Kerhuel | 15 680 2 040 | /                        |
| OS Monaco          | -                | 1993            | N1B                  | -                                    | -            | /                        |
| CS Blanc Mesnil    | -                | 1993            | N1B                  | -                                    | -            | /                        |

## Compétition

### Classement
Le classement est calculé avec le barème de points suivant : une victoire vaut deux points, le match nul un et la défaite zéro.
Critères de départage en cas d'égalité au classement :
1. classement aux points des matchs joués entre les clubs ex æquo ;
2. différence entre les buts marqués et les buts concédés par chacun d’eux au cours des matchs qui les ont opposés ;
3. différence entre les buts marqués et les buts concédés sur la totalité des matchs joués dans le championnat ;
4. plus grand nombre de buts marqués sur la totalité des matchs joués dans le championnat ;
5. en cas de nouvelle égalité, une rencontre supplémentaire aura lieu sur terrain neutre avec, éventuellement, l’épreuve des tirs au but.

| Rang | Équipe             | Pts | J  | G  | N | P  | Bp | Bc | Diff |
| ---- | ------------------ | --- | -- | -- | - | -- | -- | -- | ---- |
| 1    | FCF Juvisy         | 37  | 22 | 16 | 5 | 1  | 62 | 19 | +43  |
| 2    | FC Lyon T          | 28  | 22 | 12 | 4 | 6  | 43 | 25 | +18  |
| 3    | ASPTT Strasbourg   | 28  | 22 | 11 | 6 | 5  | 41 | 31 | +10  |
| 4    | ASJ Soyaux         | 26  | 22 | 11 | 4 | 7  | 37 | 31 | +6   |
| 5    | FCF Hénin-Beaumont | 22  | 22 | 10 | 5 | 7  | 46 | 29 | +17  |
| 6    | Poissy JSF         | 22  | 22 | 8  | 6 | 8  | 24 | 26 | -2   |
| 7    | Saint-Brieuc SC    | 21  | 22 | 8  | 5 | 9  | 49 | 46 | +3   |
| 8    | VGA Saint-Maur     | 19  | 22 | 5  | 9 | 8  | 30 | 25 | +5   |
| 9    | FCF Condéen        | 17  | 22 | 6  | 5 | 11 | 37 | 50 | -13  |
| 10   | Stade quimperois P | 15  | 22 | 5  | 5 | 12 | 28 | 56 | -28  |
| 11   | CS Blanc Mesnil P  | 12  | 22 | 5  | 2 | 15 | 27 | 58 | -31  |
| 12   | OS Monaco P        | 11  | 22 | 6  | 2 | 14 | 34 | 62 | -28  |

|  | Relégué en National 1B. |
|  | T Tenant du titre. P Promu de National 1B. Pts points ; G victoires ; N match nuls ; P défaites Bp buts marqués ; Bc buts encaissés ; Diff différence de buts |

Nota :
1. 1 2  Le FCF Hénin-Beaumont et l'OS Monaco se voient retirer 3 points pour ne pas avoir d'équipe de jeunes.

### Résultats
Source : Erik Garin et Hervé Morard, « France - List of Women Final Tables », sur rsssf.com
| Résultats (▼dom., ►ext.)                                   | Con | Hén | Juv | Bla  | Lyo | Mon | Poi | Qui | Soy | S-B | S-M | Str |
| FCF Condéen                                                |     | 0-5 | 2-3 | 2-1  | 0-4 | 4-1 | 0-0 | 2-4 | 3-2 | 4-1 | 2-0 | 5-1 |
| FCF Hénin-Beaumont                                         | 3-3 |     | 1-1 | 1-0  | 1-1 | 4-0 | 0-0 | 2-4 | 7-0 | 3-4 | 0-1 | 1-0 |
| FCF Juvisy                                                 | 7-1 | 2-1 |     | 10-1 | 2-1 | 2-0 | 2-0 | 0-0 | 2-1 | 2-0 | 1-1 | 2-1 |
| CS Blanc Mesnil                                            | 3-2 | 0-1 | 0-3 |      | 0-2 | 2-2 | 2-0 | 0-1 | 3-1 | 2-2 | 0-6 | 1-4 |
| FC Lyon                                                    | 2-0 | 1-2 | 1-5 | 5-1  |     | 2-0 | 1-0 | 4-1 | 0-0 | 1-3 | 1-0 | 2-1 |
| OS Monaco                                                  | 3-2 | 2-3 | 1-5 | 2-1  | 2-5 |     | 2-0 | 5-2 | 1-5 | 2-3 | 0-4 | 2-3 |
| Poissy JSF                                                 | 3-0 | 1-0 | 2-1 | 1-0  | 0-3 | 1-3 |     | 3-2 | 0-1 | 1-0 | 1-0 | 1-1 |
| Stade quimperois                                           | 1-1 | 1-4 | 1-6 | 1-0  | 1-4 | 1-3 | 1-1 |     | 2-5 | 0-3 | 1-1 | 1-2 |
| ASJ Soyaux                                                 | 2-1 | 1-0 | 0-0 | 3-2  | 3-2 | 4-0 | 2-1 | 0-0 |     | 4-0 | 1-0 | 1-2 |
| Saint-Brieuc SC                                            | 1-1 | 5-6 | 0-1 | 5-2  | 1-1 | 7-2 | 1-4 | 4-1 | 3-0 |     | 1-3 | 2-3 |
| VGA Saint-Maur                                             | 1-1 | 1-1 | 3-4 | 2-3  | 2-0 | 1-1 | 1-1 | 0-2 | 0-0 | 1-1 |     | 0-1 |
| ASPTT Strasbourg                                           | 2-1 | 1-0 | 1-1 | 2-3  | 0-0 | 1-0 | 3-3 | 6-0 | 2-1 | 2-2 | 2-2 |     |
| - Victoire à domicile - Match nul - Victoire à l'extérieur |     |     |     |      |     |     |     |     |     |     |     |     |

## Bilan de la saison
| Championnat de France féminin de football 1993-1994 |                       |
| Champion                                            | FCF Juvisy (2e titre) |
| Dauphin                                             | FC Lyon               |
| Promotions et relégations                           |                       |
| Promus en National 1A                               | Toulouse OAC          |
| Promus en National 1A                               | US Orléans            |
| Promus en National 1A                               | Paris SG              |
| Relégués en National 1B                             | Stade quimperois      |
| Relégués en National 1B                             | OS Monaco             |
| Relégués en National 1B                             | CS Blanc Mesnil       |